# 짤린현
짤린현(베트남어: Huyện Trà Lĩnh / 縣茶嶺)은 베트남 동북부 지방 까오방성에 있던 현으로서 현청 소재지는 훙꾸옥 시진이며 면적은 257km2, 인구는 22,354명(2019년 기준)이었다.

## 역사
1948년에 쩐비엔현(Trấn Biên)이라는 이름으로 신설되었으며 1958년에 짤린현으로 이름을 바꿨다. 2020년 2월 11일을 기해 쭝카인현으로 통합되었다.

## 행정 구역
짤린현은 1시진, 9사를 관할하였다.

### 시진
- 훙꾸옥 시진 (Thị trấn Hùng Quốc, 雄國市鎭)

### 사
- 까오쯔엉사 (Xã Cao Chương, 高彰社)
- 꼬므어이사 (Xã Cô Mười, 姑邁社)
- 르우응옥사 (Xã Lưu Ngọc, 劉玉社)
- 꽝한사 (Xã Quang Hán, 光漢社)
- 꽝쭝사 (Xã Quang Trung, 光中社)
- 꽝빈사 (Xã Quang Vinh, 光榮社)
- 꾸옥또안사 (Xã Quốc Toản, 國瓚社)
- 찌프엉사 (Xã Tri Phương, 知方社)
- 쑤언노이사 (Xã Xuân Nội, 春內社)